# ハスケル郡 (カンザス州)
座標: 北緯37度34分 西経100度52分 / 北緯37.567度 西経100.867度
ハスケル郡（ハスケルぐん、英: Haskell County 標準略語：HS）は、アメリカ合衆国カンザス州の南西部に位置する郡である。2010年国勢調査での人口は4,256人であり、2000年の4,307人から1.2%減少した。郡庁所在地はサブレット市（人口1,453人）であり、同郡で人口最大の都市でもある。

## 歴史
ハスケル郡は1877年に設立され、
郡名は元アメリカ合衆国下院議員のダドリー・C・ハスケルに因んで名付けられた。
ルイジアナ州ニューオーリンズにあるチューレーン・アンド・ザビエル大学の生物環境工学研究センター客員教授であるジョン・M・バリーが、ハスケル郡は1918年に大流行し2,100万人から1億人が死亡したとされるスペイン風邪が最初に起こった所だと結論付けた。ハスケル郡の医者ローリング・マイナー博士はその著書『大インフルエンザ：歴史上最大のパンデミックの話』で同様なことを指摘しており、アメリカ合衆国公衆衛生局による新しく毒性の強いビールスに関する「公衆衛生報告書」の編集者に警告した。新しい強度のインフルエンザに共通する兆候について「激しい頭痛と体の痛み、高熱、乾性の咳...これは激しく急速に体内で進行し、時には死に至る。このインフルエンザは郡内で屈強な人、健康な人、頑健な人でも、銃で撃たれたかのように突然倒れ、数多い者を殺した」と語っている。バリーは「1918年の前半6か月に、マイナーの警告している「激しいタイプのインフルエンザ」が、世界中のどこでも雑誌にインフルエンザと言及された唯一の例だった」と記した。

## 法と政府
ハスケル郡はアルコールを禁じる、すなわち「ドライ」の郡である。1986年にカンザス州憲法が修正され、住民は投票で個人が嗜むアルコール飲料の販売を承認できることになったが、ドライを維持している。

## 地理

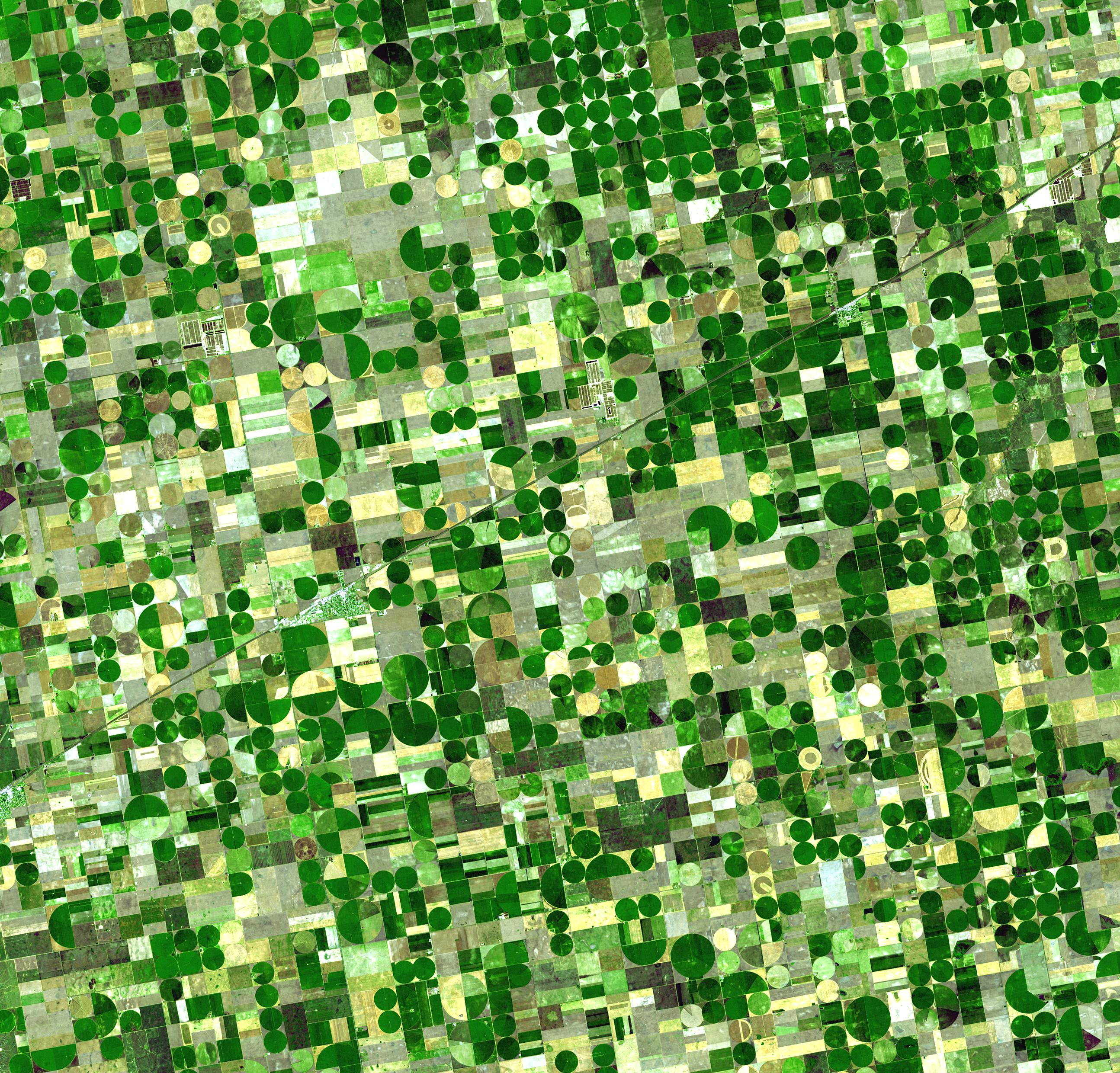
ハスケル郡の円形畑の衛星写真、2001年6月下旬撮影

アメリカ合衆国国勢調査局に拠れば、郡域全面積は577.73平方マイル (1,496.3 km2)であり、このうち陸地は577.37平方マイル (1,495.4 km2)、水域は0.36平方マイル (0.93 km2)で水域率は0.06%である。
ハスケル郡はカンザス州内で最も平坦な郡である。

### 隣接する郡
- フィニー郡 - 北
- グレイ郡 - 東
- ミード郡 - 南東
- スワード郡 - 南
- スティーブンズ郡 - 南西
- グラント郡 - 西
- カーニー郡 - 北西

## 人口動態

人口ピラミッド

以下は2000年の国勢調査による人口統計データである。
| 基礎データ - 人口: 4,307人 - 世帯数: 1,481 世帯 - 家族数: 1,153 家族 - 人口密度: 3人/km2（8人/mi2） - 住居数: 1,639軒 - 住居密度: 1軒/km2（3軒/mi2） 人種別人口構成 - 白人: 85.07% - アフリカン・アメリカン: 0.19% - ネイティブ・アメリカン: 0.58% - アジア人: 0.63% - その他の人種: 11.45% - 混血: 2.09% - ヒスパニック・ラテン系: 23.57% 年齢別人口構成 - 18歳未満: 32.9% - 18-24歳: 9.1% - 25-44歳: 27.8% - 45-64歳: 19.5% - 65歳以上: 10.6% - 年齢の中央値: 31歳 - 性比（女性100人あたり男性の人口） - 総人口: 103.3 - 18歳以上: 98.3 | 世帯と家族（対世帯数） - 18歳未満の子供がいる: 43.6% - 結婚・同居している夫婦: 69.4% - 未婚・離婚・死別女性が世帯主: 5.9% - 非家族世帯: 22.1% - 単身世帯: 20.1% - 65歳以上の老人1人暮らし: 9.2% - 平均構成人数 - 世帯: 2.88人 - 家族: 3.35人 収入と家計 - 収入の中央値 - 世帯: 38,634米ドル - 家族: 43,354米ドル - 性別 - 男性: 31,296米ドル - 女性: 22,857米ドル - 人口1人あたり収入: 17,349米ドル - 貧困線以下 - 対人口: 11.6% - 対家族数: 8.0% - 18歳未満: 15.4% - 65歳以上: 9.4% |

## 都市と町

### 法人化された都市
都市名の後の数字は2010年国勢調査での人口を示す。
- サブレット, 1,453 - 郡庁所在地
- サタンタ, 1,133

## 郡区
ハスケル郡は3つの郡区に分けられている。どの都市も「政治的に独立」（英: governmentally independent) と見なされず、下記郡区の数字に含まれている。下表で「人口中心」は最大都市であり、特に大きな数字でなければ、郡区の人口に含まれるものである。
| 郡区 | FIPSコード | 人口中心 | 人口  | 人口密度 /km2 (/sq mi) | 陸地面積 km2 (sq mi) | 水域 km2 (sq mi) | 水域率(%) | 座標                                                                |
| --- | ---------- | -------- | ----- | ---------------------- | -------------------- | ---------------- | --------- | ------------------------------------------------------------------- |
| ダドリー | 18825      |          | 1,814 | 4 (9)                  | 499 (193)            | 0 (0)            | 0.03%     | 北緯37度30分40秒 西経101度0分28秒 / 北緯37.51111度 西経101.00778度  |
| ハスケル | 30625      |          | 1,971 | 4 (10)                 | 498 (192)            | 0 (0)            | 0.07%     | 北緯37度32分25秒 西経100度51分43秒 / 北緯37.54028度 西経100.86194度 |
| ロックポート | 41675      |          | 522   | 1 (3)                  | 498 (192)            | 0 (0)            | 0.09%     | 北緯37度34分19秒 西経100度43分11秒 / 北緯37.57194度 西経100.71972度 |
| Sources: “Census 2000 U.S. Gazetteer Files: County Subdivisions”. U.S. Census Bureau, Geography Division. 2015年3月5日閲覧。 |            |          |       |                        |                      |                  |           |                                                                     |

## 教育

### 統一教育学区
- サブレット USD 374
- サタンタ USD 507